# Huacachi (distrito)
Huacachi é um distrito peruano localizado na Província de Huari, departamento Ancash. Sua capital é a cidade de Huacachi.

## Transporte
O distrito de Huacachi é servido pela seguinte rodovia:
- PE-14A, que liga o distrito de Huaraz à cidade de Rupa-Rupa (Região de Huánuco)[2][3][4]